# Birtalan István
Birtalan István, románul: Ștefan Birtalan (Zilah, 1948. szeptember 25. – Bukarest, 2024. május 27.) világbajnok romániai magyar kézilabdázó, edző.

## Gyerekkora
Zilahon született, de Zsibón fejezte be az iskolát. Ugyanis szülei kétéves korában elváltak, édesanyja visszatért Magyarországra, ahonnan származott, édesapja pedig, aki mészáros volt, munkája miatt a fiú tízéves korában Zsibóra költözött.
Birtalan István csak 1974-ben találkozott édesanyjával Budapesten egy Magyarország–Románia válogatott mérkőzés után.

## Pályafutása

### Klubcsapatokban
Fiatalkorában több sportágat is kipróbált, így a kézilabda mellett kosárlabdázott, atletizált és röplabdázott is. Tizenhat éves korában mutatkozott be Zsibó kézilabdacsapatában, a Rapidban. 1966-ban a Minaur Baia Mare játékosa lett. 1970 és 1985 között a Steaua București csapatában kézilabdázott, 1981 és 1983 között megszakítás nélkül bajnoki címet ünnepelhetett. Az 1976–77-es szezonban megnyerte klubjával a Bajnokcsapatok Európa Kupáját. Összesen tizenkétszer nyert bajnoki címet a klub játékosaként. Pályafutása végén egy évet az olasz Follonica csapatában játszott.

### A válogatottban
A román válogatottban 1966-ban mutatkozott be. Az 1972-es és 1980-as olimpián bronzérmet, az 1976-os játékokon pedig ezüstérmet szerzett, 1974-ben 43 góljával ő lett a torna gólkirálya. Az 1970-es férfi kézilabda-világbajnokságon és az 1974-es férfi kézilabda-világbajnokságon aranyérmet szerzett.

### Edzőként
Pályafutása befejezését követően egy évig Olaszországban volt játékos-edző, majd Romániába visszatérve az utánpótlás válogatottnál kezdett dolgozni. 1991-ben  a Steaua vezetőedzője volt, 1994-ben pedig a katari válogatott szövetségi kapitánya lett. 1999 és 2002 között ismét Steaua edzője volt, 2000-ben és 2001-ben bajnoki címet nyert a csapattal. 2002-ben egészségi problémák miatt visszavonult az edzősködéstől, és sportigazgató lett.

## Sikerei, díjai
- A Nemzetközi Kézilabda-szövetség csak 1988-ban alapította meg és azóta adja át hivatalosan a világ legjobb kézilabdázója díját, azonban Birtalant 1974-ben, 1976-ban és 1977-ben is az adott év legjobbjának választotta.[9]